# Ełk
Ełk [ɛwk] (deutsch Lyck) ist eine Mittelstadt in der polnischen Woiwodschaft Ermland-Masuren. Sie ist das Zentrum des Powiat Ełcki.

## Lage
Die Stadt liegt im historischen Ostpreußen, rund 150 km östlich der Stadt Olsztyn (Allenstein) in Masuren am Lyck-See (polnisch Jezioro Ełckie), 136 Meter über dem Meeresspiegel. Die Entfernung zum heute russischen Kaliningrad (Königsberg) im Nordwesten beträgt etwa 190 Kilometer. Der Ort dehnt sich am Ostufer des Lyck-Sees aus.

## Ortsname
Der deutsche Ortsname Lyck leitet sich aus prußisch „luka“ ab und ist die Bezeichnung für die Gelbe Mummel, eine Teichrose. Ältere Schreibweisen des deutschen Ortsnamens sind Lik und Lyk. Die polnische Form Ełk entstand durch Abtrennung aus „we Łku“ und weist ebenfalls auf Sumpf- und Wasserpflanzen.

## Stadtgliederung
Die Stadt (Miasto) Ełk gliedert sich in 13 Stadtteile und Siedlungen (polnisch Dzielnice i osiedla Ełku):
- Baranki
- Bogdanowicza
- Centrum
- Grunwaldzkie
- Jeziorna
- Kochanowskiego
- Konieczki
- Pod Lasem
- Pólnoc I
- Pólnoc II
- Szyba (Sybba; 1938–1945: Walden)
- Wczasowe
- Zatorze

## Geschichte

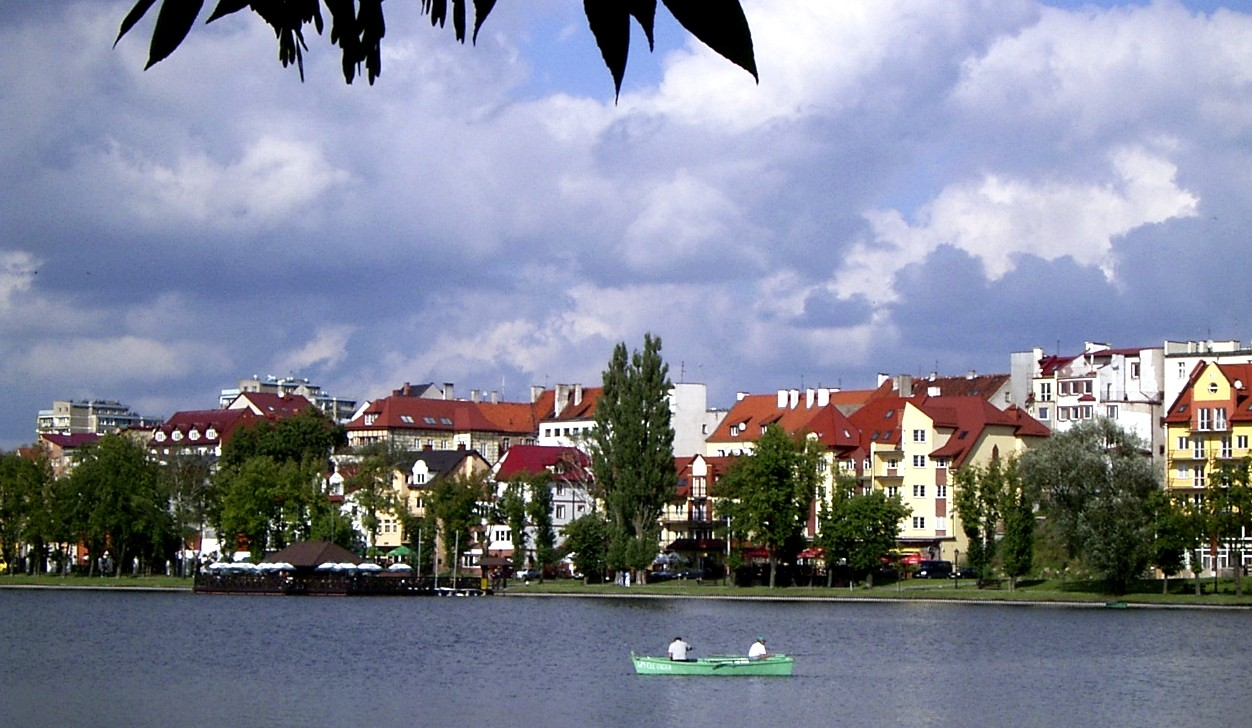
Lage der Stadt am Lyck-See

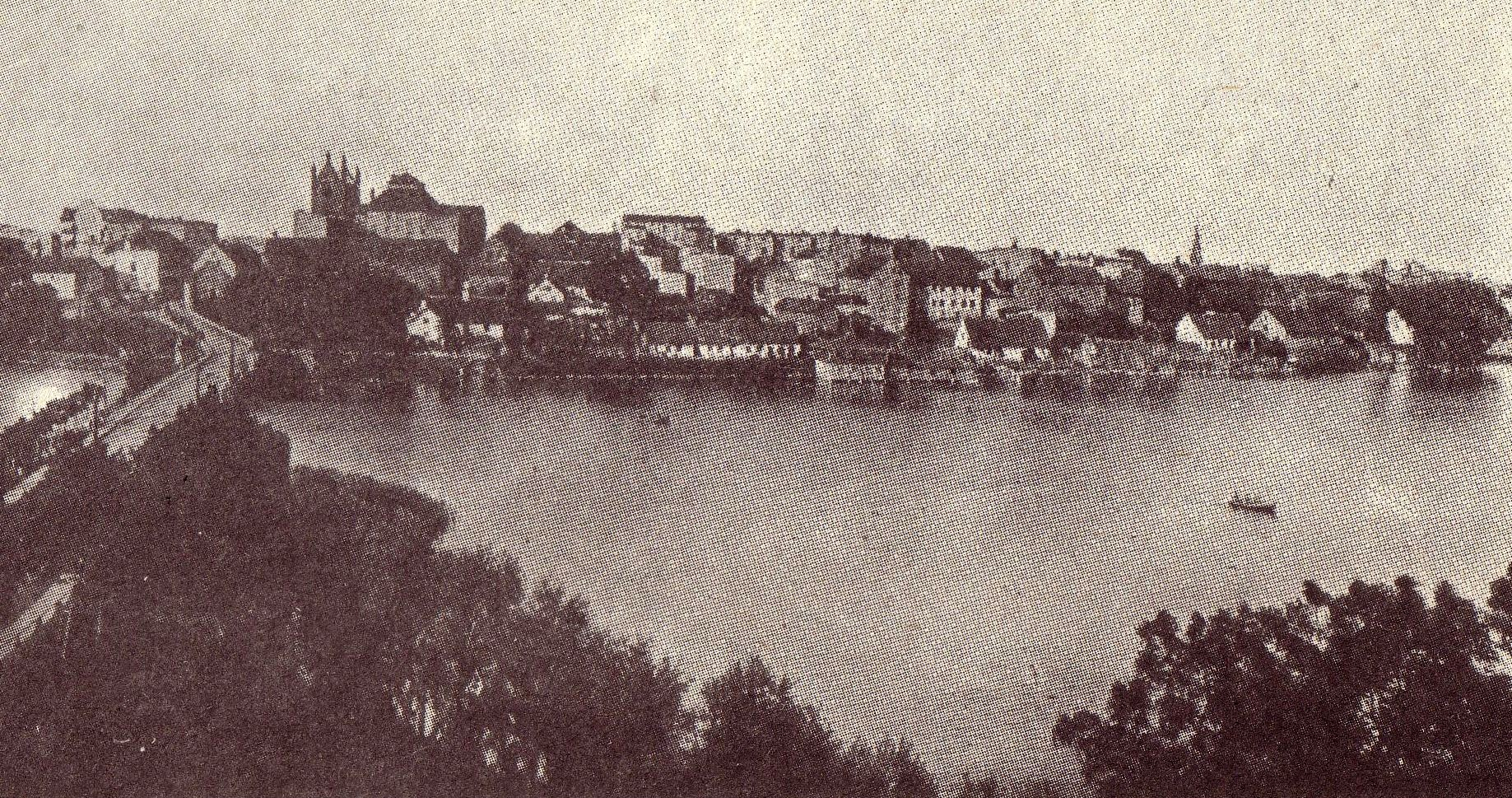
Lyck vor 1900

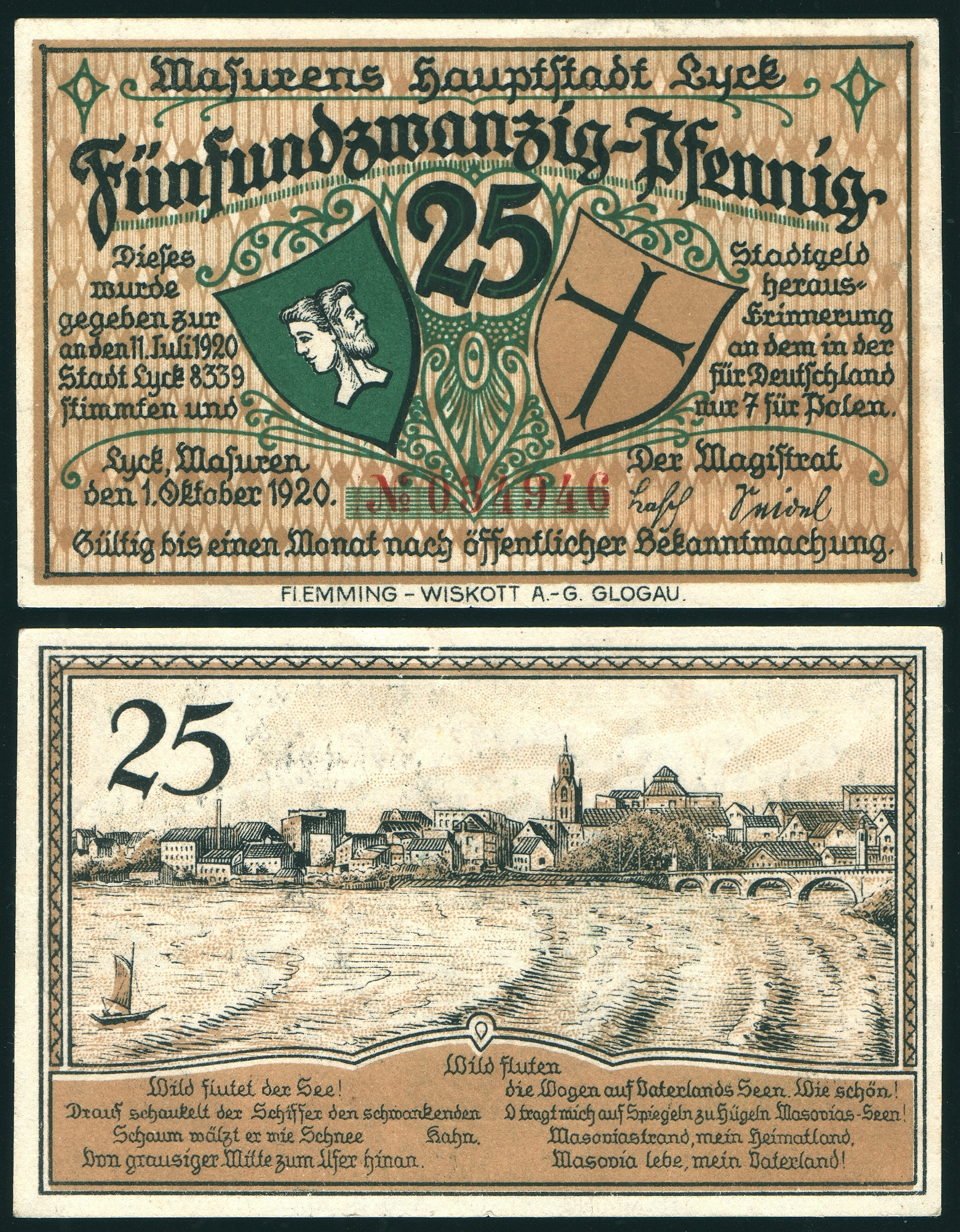
25-Pfennig-Notgeldschein von 1920 mit der Stadtansicht von Lyck

### Mittelalter und Frühe Neuzeit
Lyck liegt im westlichen Teil des prußischen Stammesgebietes Sudauen, das 1283 durch den Deutschen Orden erobert wurde. Der Ort wurde erstmals 1343 als Luk urkundlich erwähnt. Hier siedelten vor allem Fischer, die sich durch Fischfang aus See und Fluss ernährten. Ein Schloss auf der Insel des Lycker Sees war bereits 1273 vorhanden. Das Ordenshaus Burg Lyck wurde 1398 durch den Komtur zu Balga Ulrich von Jungingen angelegt und später von anderen umgebaut und erweitert.
1425 erhielt das Fischerdorf die Handfeste durch den Hochmeister Paul von Rusdorf (Dorfprivileg). Nach dessen Tod wurde die Urkunde 1445 in Rastenburg bestätigt. Während des Preußischen Städtekriegs brannten um 1454 polnische Soldaten den Ort nieder. 1497 verweigerte Hochmeister Friedrich von Meißen dem polnischen König den Huldigungseid, er ließ die Burg Lyck wieder aufbauen und stark befestigen, um gegen erneute polnische Angriffe gewappnet zu sein. 1536 errichtete der aus Krakau stammende Pfarrer Maletius auf seinem von Herzog Albrecht verliehenen Gut eine Druckerei und ließ etliche polnische Bücher drucken. Das war nach Marienburg und Königsberg die dritte Druckerei im gesamten Preußenland.
Die Verleihung des Stadtrechtes erfolgte 1669 durch den Großen Kurfürsten.
Mit dem Gymnasium verfügte die Stadt über eine höhere Lehranstalt. Deren Anfänge gingen auf eine 1588 von Markgraf Georg Friedrich von Ansbach für die Polen gestiftete Provinzial-Schule zurück, die 1599 zur Fürstenschule erhoben worden war. 1812 wurde diese Lehranstalt zum Königlichen Gymnasium Lyck.

### 19. Jahrhundert
1815 kam der Begriff Masuren (Mazury) auf. Lyck empfand sich – nicht nur wegen seiner Druckerei und seines Gymnasiums, sondern besonders wegen seiner bedeutenden Persönlichkeiten – als geistiges Zentrum der damaligen Region und bezeichnete sich deshalb als Bildungshauptstadt Masurens. Mehr als 100 Jahre (1818–1945) war Lyck Kreisstadt des gleichnamigen Kreises Lyck im ostpreußischen Regierungsbezirk Allenstein. Bis 1824 bestand das Stadt- und Amtsgericht Lyck, danach das Land- und Stadtgericht Lyck und ab 1849 das Kreisgericht Lyck. Von 1879 bis 1945 bestand das Landgericht Lyck (ab 1926 mit Arbeitsgericht) und das Amtsgericht Lyck. Die Stadt war Sitz des Hauptzoll- und Finanzamts sowie einer Oberförsterei.
Zwischen 1868 und 1885 wurden die Ostpreußische Südbahn sowie Bahnverbindungen nach Insterburg und Johannisburg angelegt, die dem Ort einen enormen wirtschaftlichen Schub gaben. Maschinenfabriken, Holzschneidemühlen, Ziegeleien, Brauereien und ansehnliche Gärtnereien entstanden. Insbesondere der Handel mit Russland war bedeutend. 1908 wurde das Königliche Lehrerseminar fertiggestellt. 1915 folgte die Bahnverbindung nach Sensburg.
Seit 1856 erschien in Lyck Ha-Maggid (wörtl. Der Erzähler / Der Bote), eine Wochenzeitung in hebräischer Sprache. Das Blatt bestand bis 1903 und war über mehrere Jahrzehnte europaweit die führende regelmäßig erscheinende hebräische Zeitung. Gründer dieser Publikation waren David Gordon und Eliezer Lippmann Silbermann (1819–1882). Im Jahr 1861 gründete Silbermann in Lyck den literarischen Verein Mekize Nirdamim (hebräisch מְקִיצֵי נִרְדָּמִים, „Erwecker der Schlummernden“), der sich zum Ziel setzte, mittelalterliche hebräische Handschriften und kaum verfügbare klassische jüdische Literatur neu herauszugeben.
Das Corps Masovia feierte 1881 zum ersten Mal ein Stiftungsfest in Lyck. Die Lycker Zeitung Masovia. Publikationsorgan für den Landesstrich Masuren erschien am 14. Juni 1881 in breitem Überdruck mit den Farben blau-weiß-rot und brachte ein Begrüßungsgedicht und einen Artikel über die Corpsgeschichte. Die gleiche Resonanz fand 1896 das 66. Stiftungsfest. 120 Jahre später wurde wieder ein Stiftungsfest in Ełk gefeiert.

### 20. Jahrhundert
Am Anfang des 20. Jahrhunderts hatte Lyck eine evangelische gotische Kirche, eine katholische Kirche, eine Synagoge, ein Gymnasium, ein Schullehrerseminar und eine Präparandenanstalt. Zu den Erwerbszweigen der Stadtbevölkerung gehörten Maschinen-, Möbel- und Zementwarenfabrikation sowie Getreide- und Viehhandel.
Zu Beginn des Ersten Weltkriegs wurde Lyck zweimal von russischen Truppen besetzt. Bei den Rückeroberungen im Zuge der Winterschlacht in Masuren wurde die Stadt Anfang 1915 stark zerstört. Nach dem Ende des Krieges hatte die Bevölkerung gemäß dem Versailler Vertrag im Abstimmungsgebiet Allenstein, zu dem Lyck gehörte, am 11. Juli 1920 über die weitere staatliche Zugehörigkeit zu Ostpreußen (und damit zu Deutschland) oder den Anschluss an Polen abzustimmen. In Lyck stimmten 8340 Einwohner für den Verbleib bei Ostpreußen, auf Polen entfiel keine Stimme.
Gegen Ende des Zweiten Weltkriegs eroberte im Januar 1945 die Rote Armee in der Ostpreußischen Operation die Region. Anfang April unterstellte die Sowjetunion  das im Januar 1945 durch die Flucht der Einwohner weitgehend entvölkerte Lyck der Verwaltung der Volksrepublik Polen. Lyck erhielt den polnischen Ortsnamen Ełk. In der Folgezeit wurde die Stadt durch Polen, die hauptsächlich aus angrenzenden Gebieten kamen, besiedelt.
Die Stadt ist seit 1992 Sitz des Bistums Ełk der römisch-katholischen Kirche Polens.

### Demographie
| Jahr | Einwohnerzahl | Anmerkungen |
| ---- | ------------- | --- |
| 1499 | 600           | [ 12 ] |
| 1600 | 800           | [ 13 ] |
| 1782 | 2000          | ohne die Garnison (zwei Schwadronen Bosniaken) |
| 1802 | 1817          | [ 15 ] |
| 1810 | 1928          | [ 15 ] |
| 1816 | 2653          | davon 2576 Evangelische, 60 Katholiken und 17 Juden |
| 1818 | 2450          | mit Insel im See (38 Einwohner), Vorwerk (94 Einwohner), Waldbude (sieben Einwohner) und Wassermühle (sieben Einwohner) |
| 1821 | 2692          | in 159 Privatwohnhäusern |
| 1831 | 2945          | meistens Deutsche |
| 1867 | 5380          | am 3. Dezember |
| 1871 | 5743          | am 1. Dezember, davon 5407 Evangelische, 115 Katholiken und 228 Juden |
| 1875 | 5912          | [ 18 ] |
| 1880 | 6846          | [ 18 ] |
| 1890 | 9981          | davon 361 Katholiken und 224 Juden (1300 Polen) |
| 1900 | 11.386        | mit der Garnison (ein Infanterie-Regiment und ein Dragoner-Regiment), davon 534 Katholiken und 189 Juden |
| 1910 | 13.428        | am 1. Dezember, davon 11.516 Evangelische, 752 Katholiken, 211 sonstige Christen und 156 Juden (12.027 mit deutscher, 365 mit polnischer und 534 mit masurischer Muttersprache, 438 Einwohner benutzen die deutsche und eine andere Sprache) |
| 1925 | 15.159        | davon 14.247 Protestanten, 589 Katholiken, 21 andere Christen und 187 Juden |
| 1933 | 15.512        | davon 14.620 Protestanten, 628 Katholiken, 17 andere Christen und 137 Juden |
| 1939 | 16.243        | davon 14.836 Protestanten, 778 Katholiken, 211 andere Christen und 16 Juden |
| 2011 | 59.274        | [ 21 ] |
| 2019 | 62.006        | |

## Religionen

### Evangelisch

#### Kirchengebäude

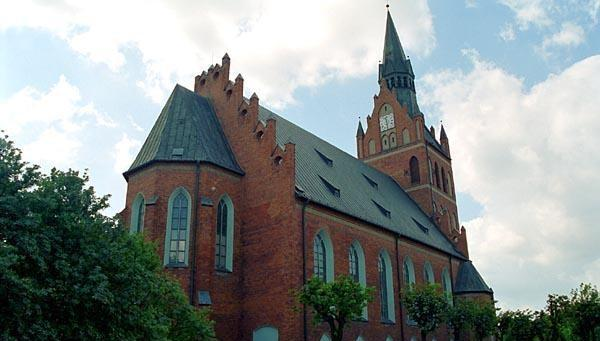
Die frühere evangelische Pfarrkirche, heute römisch-katholische Herz-Jesu-Kirche

Eine erste Kirche in Lyck wurde 1550 gebaut, sie brannte 1651 ebenso wie ihr Nachfolgebau 1656 ab. Ein neues Kirchengebäude von 1688 wurde 1837 wegen Baufälligkeit abgetragen. 1850 entstand eine neugotische – noch von der Schinkel-Schule geprägte – Backsteinkirche. Sie fiel dem russischen Angriff im Ersten Weltkrieg zum Opfer. Unter Verwendung von Mauerresten der vorigen Kirche wurde 1920 bis 1925 ein neues Bauwerk errichtet, mit deutlichen Anklängen an die Ordensarchitektur.
Das Gotteshaus, das gut durch den Zweiten Weltkrieg kam, wurde 1959 gründlich renoviert. Seit 1946 wurden hier katholische Gottesdienste gefeiert und das Gebäude der veränderten liturgischen Nutzung angepasst. Heute ist es eine Pfarrkirche der römisch-katholischen Kirche in Polen und trägt den Namen Kościół Najświętszego Serca Jezusewego (Kirche des Allerheiligsten Herzens Jesu / Herz-Jesu-Kirche).

#### Kirchengemeinde
Schon in den 1530er Jahren waren an der Pfarrkirche lutherische Geistliche tätig. In der Anfangszeit wurde die Predigt in polnischer Sprache gehalten, nach 1815 wurde erst in deutscher, danach in masurischer Sprache gepredigt. 1925 zählte die Gemeinde 17.000 Gemeindeglieder. Das Kirchspiel gehörte zum Kirchenkreis Lyck in der Kirchenprovinz Ostpreußen der Evangelischen Kirche der Altpreußischen Union.
Flucht und Vertreibung der einheimischen Bevölkerung brachten das Leben der evangelischen Gemeinde zum Erliegen. Nur allmählich sammelte sich hier wieder eine evangelische Gemeinde, die jedoch bisher kein eigenes Gotteshaus hat, sondern die Kirche der Baptistengemeinde am früheren Steinweg mitbenutzt. Die Kirchengemeinde ist eine Filialgemeinde der Pfarrei in Pisz (Johannisburg) in der Diözese Masuren der Evangelisch-Augsburgischen Kirche in Polen.

#### Kirchenkreis Lyck
Bis 1945 war Lyck das Zentrum des gleichnamigen evangelischen Kirchenkreises in der Kirchenprovinz Ostpreußen der Evangelischen Kirche der Altpreußischen Union. Ihm waren elf Pfarreien zugeordnet:
- Baitkowen/Baitenberg
- Borszymmen/Borschymmen/Borschimmen (mit Prawdzisken/Reiffenrode)
- Grabnick
- (Neu) Jucha/Fließdorf
- Kallinowen/Dreimühlen
- Kirche Klaussen
- Lyck
- Ostrokollen/Scharfenrade
- Pissanitzen/Ebenfelde
- Stradaunen
- Wischniewen/Kölmersdorf

### Römisch-katholisch

#### Kirchengebäude

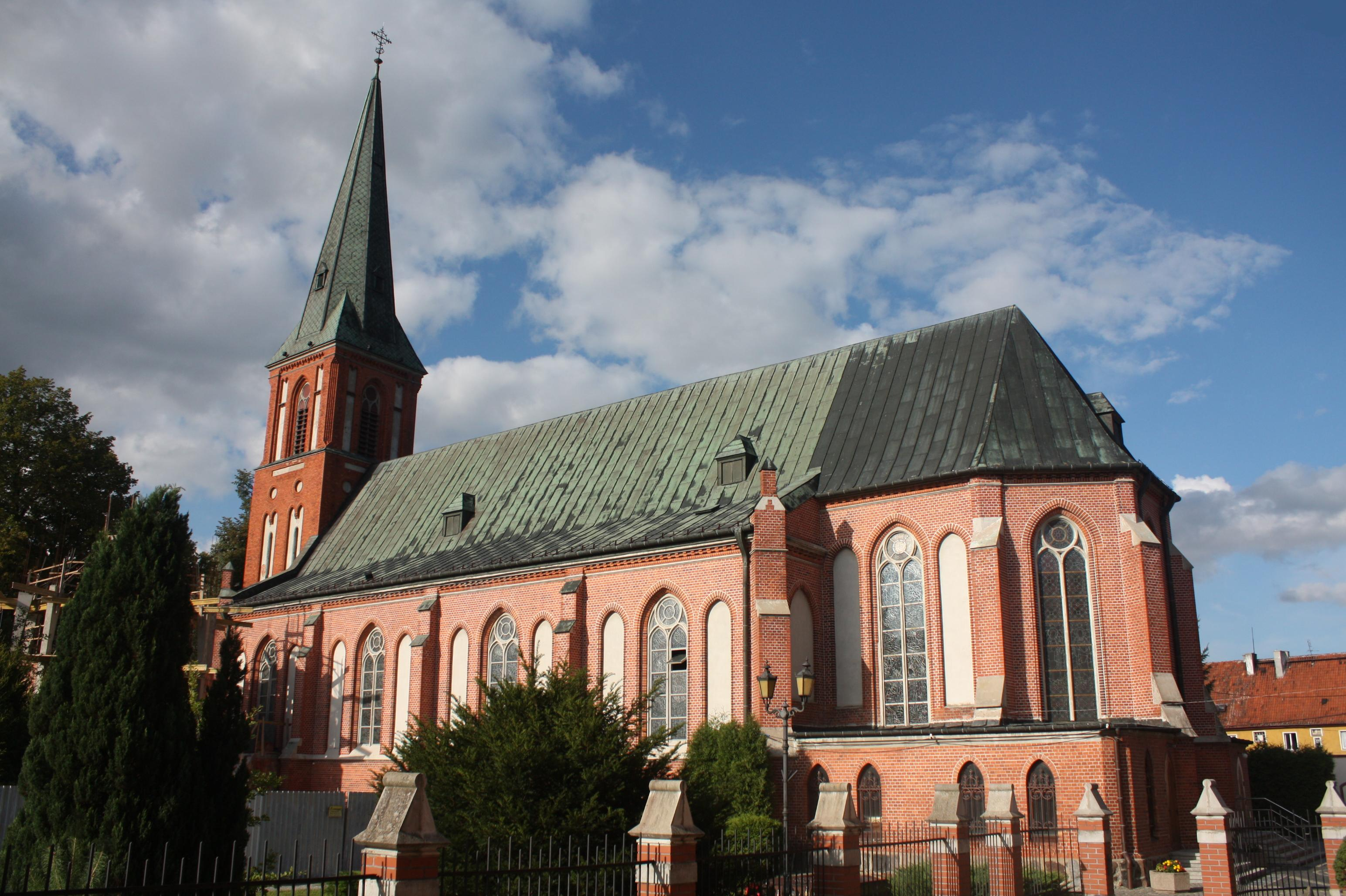
St.-Adalbert-Kathedrale (Katedra św. Wojciecha)

1853 wurde in Lyck die erste katholische Kirche gebaut. Sie wurde dem Hl. Adalbert geweiht. Zu Ende des 19. Jahrhunderts wurde ein größeres Kirchengebäude erforderlich, und so entstand 1893 bis 1895 die heutige, in neugotischem Stil errichtete Kirche. Sie wurde 1903 geweiht und war bis 1945 Pfarrkirche einer weitläufigen Pfarrei. Seit 1992 ist das oftmals renovierte Gotteshaus die Kathedrale des Bistums Ełk der Römisch-katholischen Kirche in Polen und trägt den früheren Namen in polnischer Sprachform Katedra św. Wojciecha (St.-Adalbert-Kathedrale). Sie ist das älteste Gotteshaus der heute elf katholischen Kirchen in der Stadt Ełk.

#### Kirchengemeinde
Erst in den Jahren um 1800 gab es einige – wenige – Katholiken in der Stadt Lyck. 1845 zählte die gesamte Pfarrei etwa 100 Kirchenglieder. Doch stieg die Zahl im 19. Jahrhundert stark an. Bis 1945 war die Pfarrgemeinde in das Dekanat Masuren II (Sitz: Pisz (Johannisburg)) im Bistum Ermland eingegliedert.
Nach 1945 erfolgte ein starker Zuzug katholischer Neubürger. Es entstanden bis in die 1990er Jahre hinein immer neue Pfarrgemeinden. Die Parafia św. Wojciecha gehört zum Dekanat Ełk – Matki Bożej Fatimskiej im Bistum Ełk der Römisch-katholischen Kirche in Polen.

#### Dekanate Ełk
In der Stadt Ełk haben heute drei römisch-katholische Dekanate ihren Sitz. Zugeordnet sind ihnen 23 Pfarrgemeinden:
- Dekanat Matki Bożej Fatimskiej (Muttergottes von Fatima):
  - Bajtkowo, Ełk (Ducha Świętego), Ełk (Św. Jana Pawła II), Ełk (Św. Rafała Kalinowskiego), Ełk (Św. Wojciecha), Nowa Wieś Ełcka, Prostki (mit Ostrykół), und Regielnica

- Dekanat Miłosierdzia Bożego (Barmherzigkeit Gottes):
  - Chełchy, Ełk (Chrystusa Sługi), Ełk (NMP Królowej Apostołów), Ełk (Opatrzności Bożej), Kalinowo, Pisanica und Prawdzisken

- Dekanat Święty Rodziny (Hl. Familie):
  - Ełk (Bł. Karoliny Kózkówny), Ełk (Najświętszego Serca Jezusowego), Ełk (Św. Jana Apostoła), Ełk (Św. Tomasza Apostoła), Grabnik, Klusy, Stare Juchy und Straduny.

### Baptistengemeinde

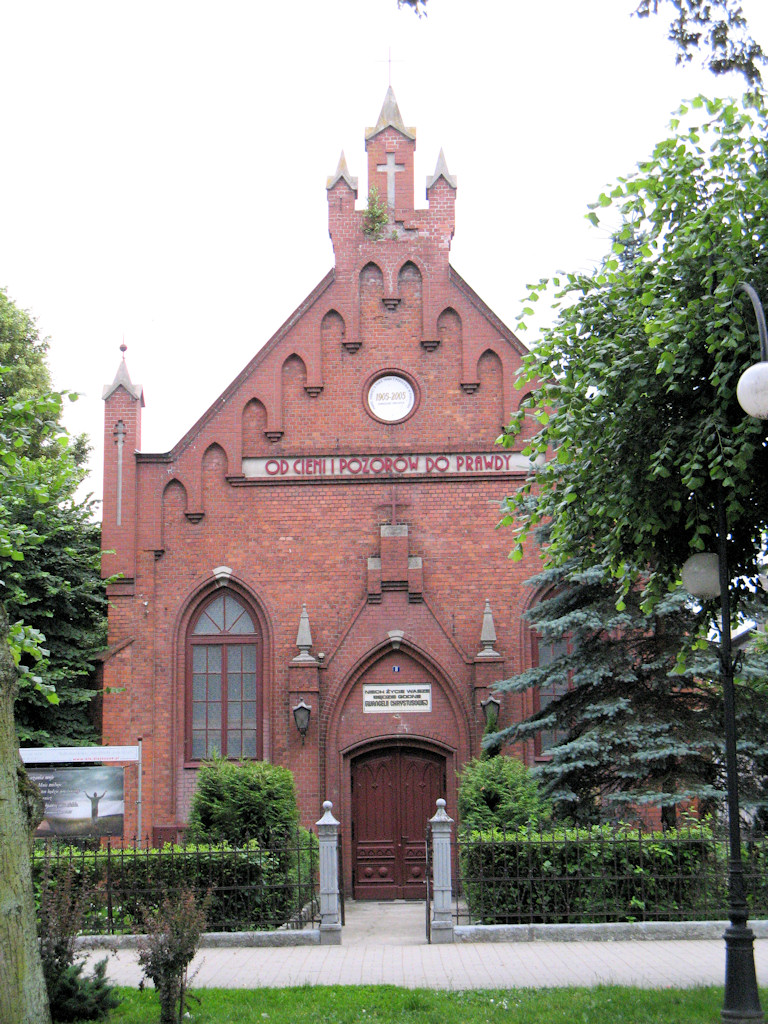
Baptistenkirche

Gegen Ende des 19. Jahrhunderts entstand in Lyck eine immer größer werdende Baptistengemeinde, die von 1905 bis 1908 eine Kirche in neugotischem Stil ohne Turm errichtete. Sie ist heute auch Gotteshaus der evangelischen Kirchengemeinde in Ełk.

### Jüdische Gemeinde
Im Jahre 1847 gründete sich die Synagogengemeinde, im Folgejahr begann man mit dem Bau einer Synagoge. Schon vorher gab es ein Bethaus und einen Friedhof in der Stadt. Im Jahr 1871 lebten in Lyck 285 Juden, im Jahr 1905 367 und im Jahr 1932 150. Die Synagoge zu Lyck wurde beim Novemberpogrom 1938 zerstört.

## Bildung
In Ełk gibt es das I Allgemeinbildende Stefan Żeromski – Lyzeum.

## Verkehr
In Ełk zweigt von der Bahnstrecke Głomno–Białystok die Bahnstrecke Olsztyn–Ełk ab. Dies sind heute die einzigen Strecken, die noch regulär bedient werden. Die Bahnstrecke Ełk–Tschernjachowsk wird nur noch ein Stück im Güterverkehr betrieben, die Bahnstrecke Czerwonka–Ełk ebenso. Auf der Ełcka Kolej Wąskotorowa (ehemalige Lycker Kleinbahn) wird Touristenverkehr betrieben.
Darüber hinaus wird die neue europäische Bahnverbindung Rail Baltica die Stadt mit den baltischen Staaten verbinden.
Seit 2023 hat die Stadt Anschluss an die Droga ekspresowa S61, die Teil der Europastraße 67 ist. Ebenso soll in der Zukunft durch Ełk die Droga ekspresowa S16 verlaufen, die bis in Richtung Olsztyn bzw. in die andere Richtung nach Białystok führen soll. Ein dazugehöriges Dreieck der beiden Schnellstraßen wurde ebenso bereits August 2023 fertiggestellt.

## Ordensburg Lyck

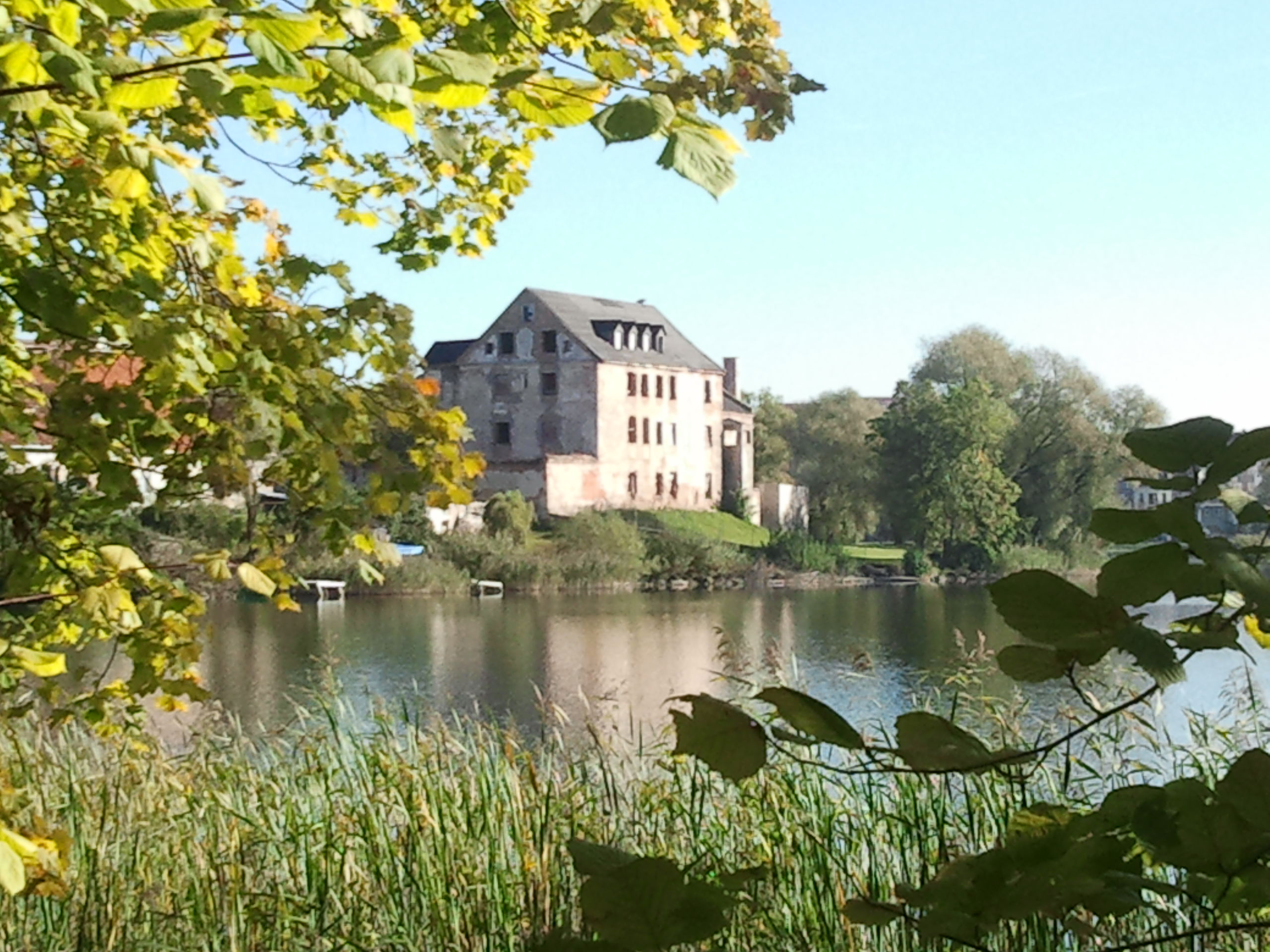
Ruine der Ordensburg

Auf der Schlossinsel im Jezioro Ełckie (Lycksee) blieben Teile der Burg des Deutschen Ordens aus dem 15./16. Jahrhundert erhalten. Nach Zerstörungen und Umbauten dienten die Gebäude zuletzt bis 1970 als Gefängnis und sind seither in einen ruinösen Zustand geraten. Nach Verkauf an einen privaten Investor im Jahr 2010 sollten sie zu einer Hotelanlage hergerichtet werden.

## Sehenswertes
- Adalbertskathedrale (polnisch Katedra św. Wojciecha), neugotischer Backsteinbau, errichtet 1893 bis 1903, seit 1992 Bischofskirche der Diözese Elk
- Kirche des Heiligsten Herzens Jesu, erbaut von 1847 bis 1850 im neugotischen Stil, nach Zerstörung im Ersten Weltkrieg von 1922 bis 1925 wiederaufgebaut, ehemals evangelisch, seit 1945 katholisch
- Die Kirche der Baptisten wurde von 1905 bis 1908 im neugotischen Stil erbaut
- Das Rathaus der Stadt wurde 1912 im neubarocken Stil errichtet
- Reste der Ordensburg Lyck auf der Schlossinsel im Lycker See
- Wohnhäuser aus dem 19. Jahrhundert
- Wasserturm (Ełk), Museum
- Lycker Kleinbahn, Siegfried Lenz setzte ihr ein literarisches Denkmal.

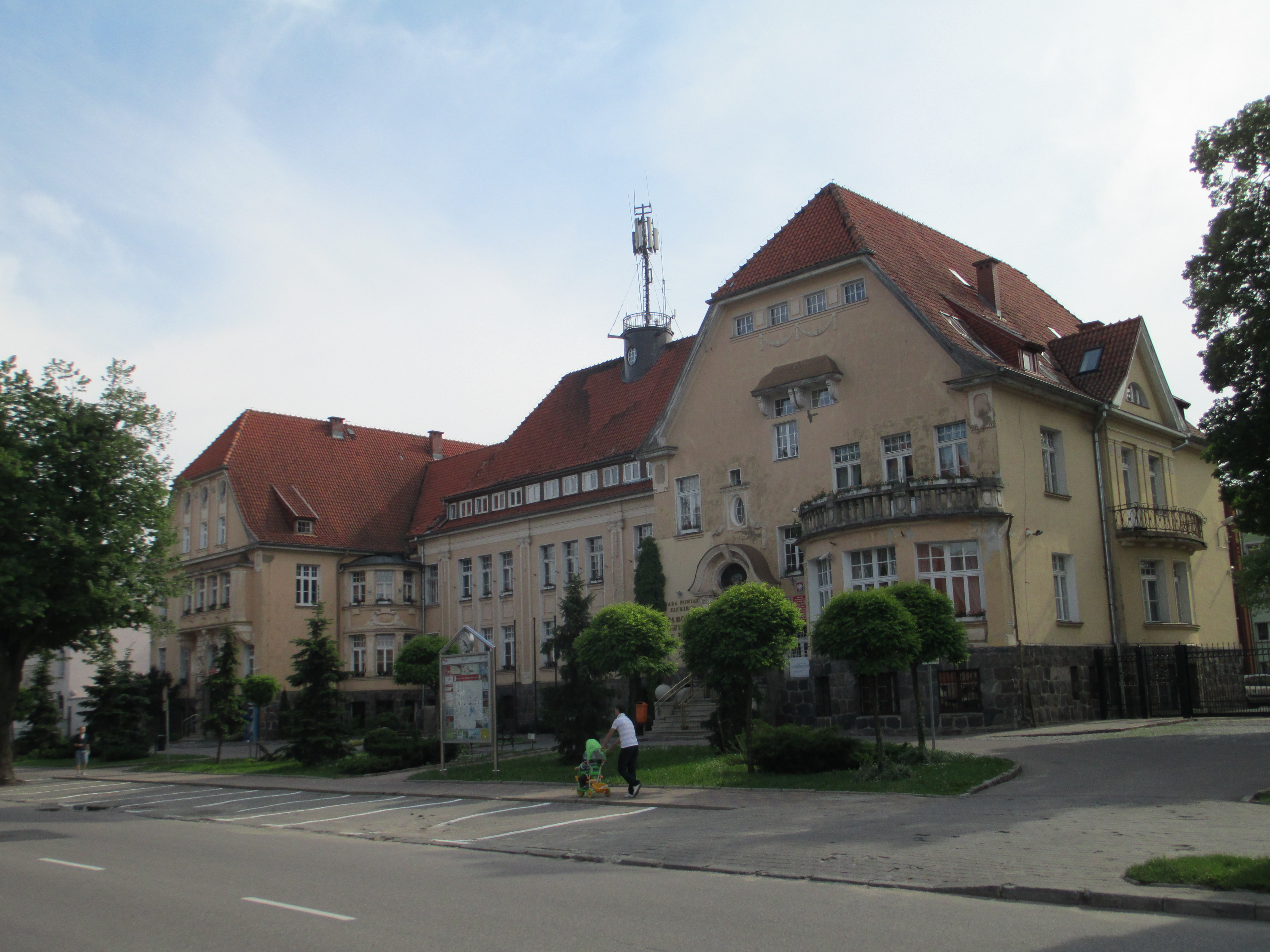
Rathaus, 1912 als Kreishaus errichtet
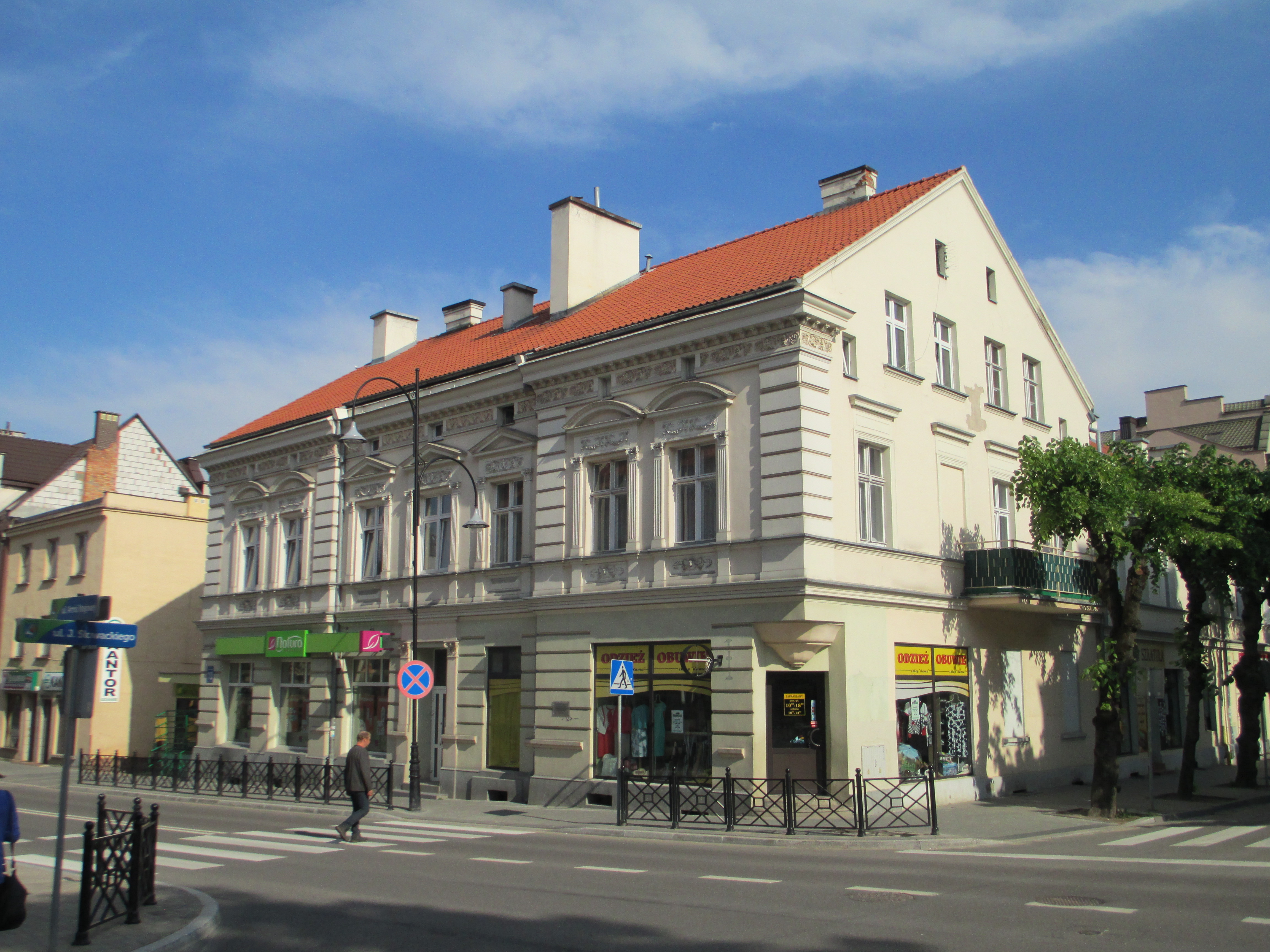
Haus an der Straße der Heimatarmee (Hindenburgstraße)
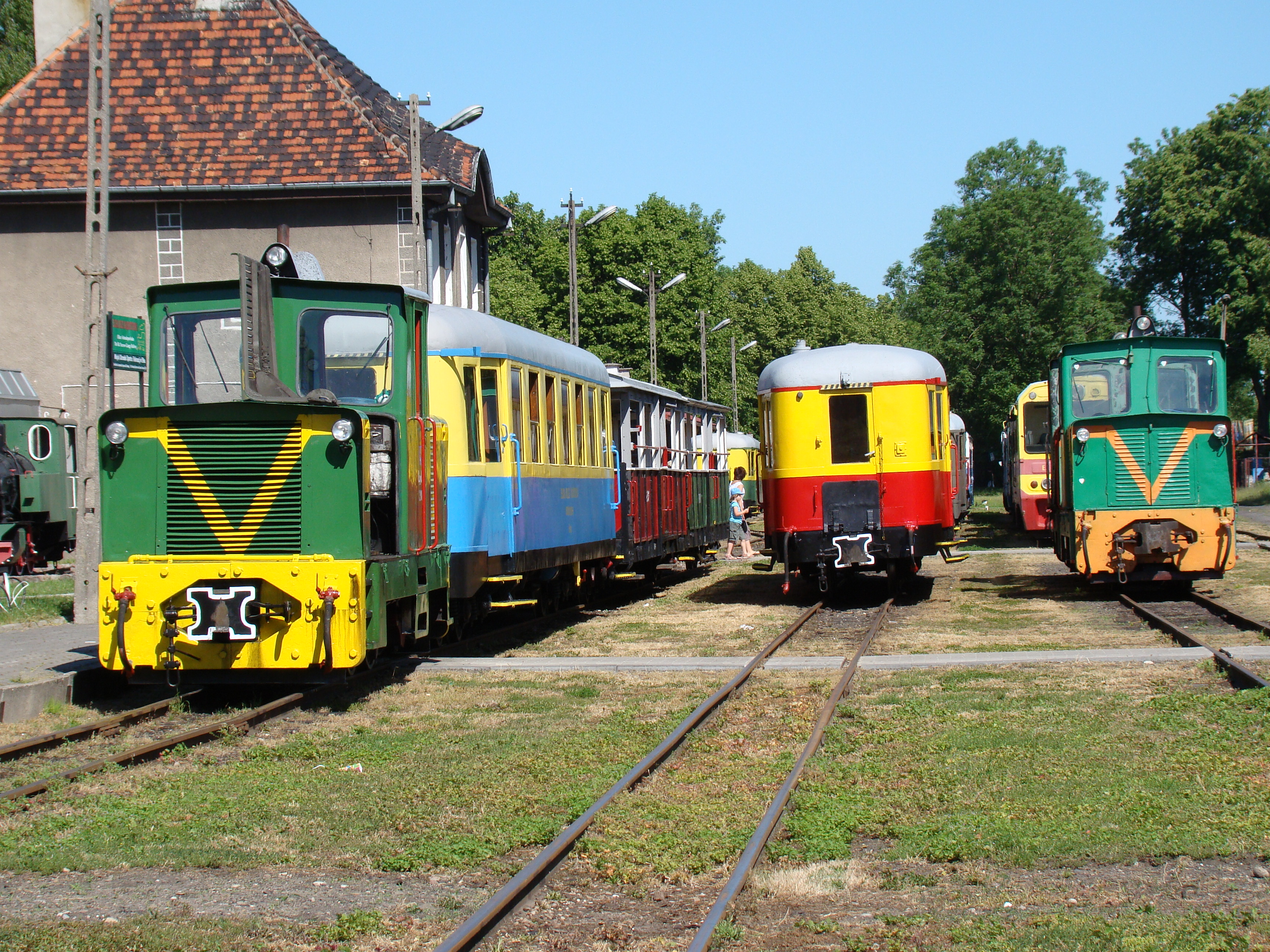
Lycker Kleinbahn

## Gedenkstätten
Bei Bartosze (Bartossen) hat der Volksbund Deutsche Kriegsgräberfürsorge die Deutsche Kriegsgräberstätte Bartossen (Bartosze) für fast 14.000 deutsche Kriegstote (Zahl von 2011) angelegt.

## Politik

### Stadtpräsident
An der Spitze der Verwaltung steht der Stadtpräsident. Seit 2006 ist dies Tomasz Andrukiewicz, der stets für sein eigenes Wahlkomitee, das sich inzwischen „Gemeinwohl 2024“ nennt, antritt. Die turnusmäßige Wahl im April 2024 brachte folgendes Ergebnis:
- Tomasz Andrukiewicz (Wahlkomitee „Gemeinwohl 2024“) 59,5 % der Stimmen
- Krzysztof Wiloch (Wahlkomitee „Ełk verbindet uns“) 23,7 % der Stimmen
- Rafał Karaś (Prawo i Sprawiedliwość) 16,8 % der Stimmen

Damit wurde Amtsinhaber Andrukiewicz bereits im ersten Wahlgang für eine weitere Amtszeit gewählt.
Die turnusmäßige Wahl im Oktober 2018 brachte folgendes Ergebnis:
- Tomasz Andrukiewicz (Wahlkomitee „Gemeinsam gut“) 73,8 % der Stimmen
- Anna Wojciechowska (Koalicja Obywatelska) 21,4 % der Stimmen
- Anita Supińska (Porozumienie Jarosław Gowin) 4,7 % der Stimmen

Damit wurde Andrukiewicz bereits im ersten Wahlgang für eine weitere Amtszeit gewählt.

### Stadtrat
Der Stadtrat von Ełk besteht aus 23 Mitgliedern. Die Wahl 2024 führte zu folgendem Ergebnis:
- Wahlkomitee „Gemeinwohl 2024“ 29,4 % der Stimmen, 8 Sitze
- Koalicja Obywatelska (KO) 21,6 % der Stimmen, 5 Sitze
- Prawo i Sprawiedliwość (PiS) 20,4 % der Stimmen, 5 Sitze
- Wahlkomitee „Ełk verbindet uns“ 20,1 % der Stimmen, 5 Sitze
- Wahlkomitee „Konfederacja, PJJ und unabhängige lokale Verwaltungen gemeinsam für Ełk“ 4,8 % der Stimmen, kein Sitz
- Trzecia Droga (TD) 3,6 % der Stimmen, kein Sitz

Die Wahl 2018 führte zu folgendem Ergebnis:
- Wahlkomitee „Gemeinsam gut“ 45,6 % der Stimmen, 11 Sitze
- Koalicja Obywatelska (KO) 31,2 % der Stimmen, 8 Sitze
- Prawo i Sprawiedliwość (PiS) 21,5 % der Stimmen, 4 Sitze
- Porozumienie Jarosław Gowin 1,7 % der Stimmen, kein Sitz

### Städtepartnerschaften
Ełk unterhält seit dem 17. Juni 1955 eine Städtepartnerschaft mit Hagen in Deutschland. Dort findet alljährlich das deutschlandweite „Lycker Treffen“ der Kreisgemeinschaft der Vertriebenen der Stadt und des Kreises Lyck statt. Eine weitere Städtepartnerschaft mit der deutschen Stadt Nettetal am Niederrhein besteht seit 1998.

## Persönlichkeiten
Eine bekannte Lycker Persönlichkeit ist der 2014 verstorbene Schriftsteller Siegfried Lenz, der 1926 in Lyck geboren wurde. Mit seiner Kurzgeschichtensammlung So zärtlich war Suleyken hat er dem Umland ein literarisches Denkmal gesetzt. Als Lucknow ist Lyck Zentrum der Handlung in seinem Roman Heimatmuseum, in dem Lenz sich mit dem die masurische Region schädigenden und schließlich zerstörenden Nationalismus, aber auch mit der Politik der Vertriebenenverbände nach 1945 auseinandersetzt. 2011 erhielt Lenz für sein Engagement für ein friedliches Zusammenleben zwischen Deutschen und Polen die Ehrenbürgerwürde der Stadt.

### Söhne und Töchter der Stadt
Nach Geburtsjahr geordnet
- George Christoph von Arnim (1723–1789), Offizier
- Ludwig von Baczko (1756–1823), Historiker
- Julius Larz (1805–1879), Richter, Mitglied des Preußischen Abgeordnetenhauses
- Woldemar Junker von Ober-Conreuth (1819–1898), Landrat des Kreises Czarnikau, Regierungspräsident in Breslau
- Friedrich Marcinowski (1834–1899), Jurist in der preußischen Finanzverwaltung
- Konrad Kob (1835–1892), Richter, Mitglied des Preußischen Abgeordnetenhauses
- Johannes Mahraun (1838–1902), Schulrat in Hamburg, Mitglied des Preußischen Abgeordnetenhauses
- Oskar von Dreßler (1838–1910), Landrat in Heiligenbeil
- Arthur Ludwich (1840–1920), deutscher Altphilologe
- Richard Klebs (1850–1911), Geologe, Bernsteinforscher
- Wolf Rudolf Freiherr Marschall von Altengottern (1855–1930), preußischer General der Kavallerie
- Adalbert von Falk (1856–1944), preußischer Offizier
- Theodor Simon Flatau (1860–1937), Arzt[36]
- Carl Contag (1863–1934), Oberbürgermeister von Nordhausen
- Hugo Zwillenberg (1885–1966), Unternehmer
- Otto von Schrader (1888–1945), Admiral
- Charles Girod (1897–1945), Zeichner und Illustrator
- Horst-Gerhard Bender (1905–1987), Jurist und SS-Oberführer
- Horst Biernath (1905–1978), Autor
- Fredy Müller (1905–1959), Leichtathlet, Olympiateilnehmer
- Traugott Riechert (1905–1983), Neurochirurg und Hochschullehrer
- Walter Tanau (1911–1971), Maler, Graphiker und Bildhauer
- Herbert Krause, (1913–1992), Brigadegeneral und Nachrichtendienstmitarbeiter
- Heinrich Gulatz (1914–2007), deutscher Jurist, Richter am Bundesgerichtshof
- Karlheinz Poredda (1920–2012), Deutschlands ältester Bürgermeister
- Paul Matzkowski (1920–2004), Fußballspieler
- Kurt Symanzik (1923–1983), Physiker
- Siegfried Lenz (1926–2014), Schriftsteller
- Walter Brandstädter (1931–2023), Transfusionsmediziner
- Reinhard Schau (1935–2019), Opernregisseur und Hochschullehrer
- Ingrid Gamer-Wallert (* 1936), Ägyptologin
- Klaus Gerwien (1940–2018), Fußballspieler
- Stephan Buchholz (* 1944), deutscher Rechtswissenschaftler und Hochschullehrer
- Tomasz Makowski (* 1973), polnischer Politiker
- Michał Olszewski (* 1977), polnischer Schriftsteller

### Mit der Stadt verbundene Persönlichkeiten
- Johannes Maletius (1482–1567), Drucker, Übersetzer und Theologe, in Lyck gestorben
- Hieronymus Maletius (1525/26–1583/84), Drucker, Übersetzer und Theologe, in Lyck gestorben
- Frieda Jung (1865–1929), Dichterin, Berufs-Ausbildung im Lycker Kindergärtnerinnen-Seminar, Kindergärtnerin in Lyck

### Ehrenbürger

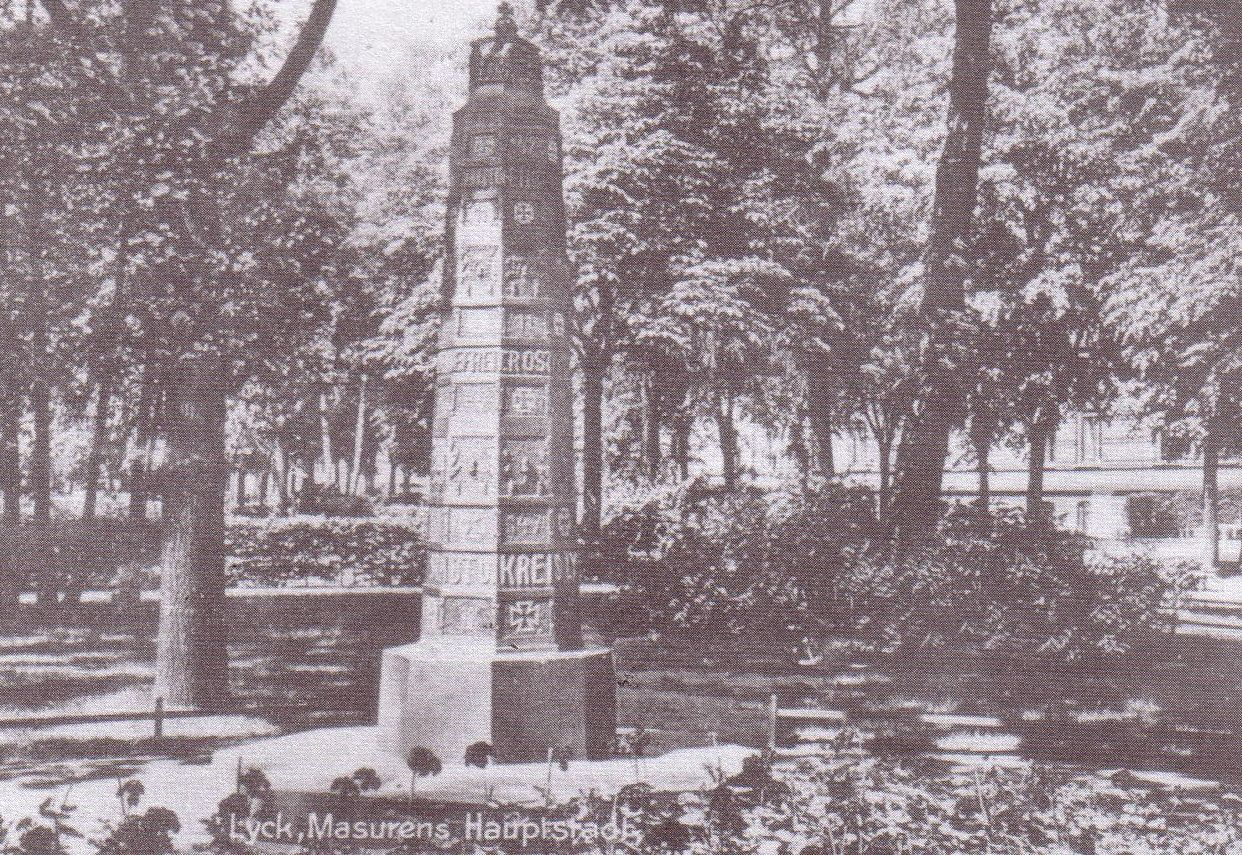
Hindenburg-Säule in Lyck

- Johann Samuel Rosenheyn (1777–1844), Direktor des Gymnasiums
- Paul von Hindenburg (1847–1934), Generalfeldmarschall
- Adalbert von Falk (1856–1944), General der Infanterie
- Siegfried Lenz (1926–2014), Schriftsteller

## Trivia
Ein vor 1945 verbreiteter Kinderreim lautete: Fahr nach Lyck, such dein Glück, komm zurück.

## Gmina Ełk
Die Landgemeinde (polnisch Gmina wiejska) Ełk umschließt das gesamte Stadtgebiet. Ihr Amtssitz liegt in der Stadt Ełk, obwohl diese selbst nicht zur Landgemeinde gehört. Auf einer Fläche von 378,61 km² – was 34,05 % der Fläche des gesamten Powiat Ełcki ausmacht – leben aktuell 11.910 Einwohner, die sich auf 84 Ortschaften – darunter 58 Schulzenämter (polnisch sołectwa) – verteilen.